# Termez
Termez (em usbeque: Termiz, Термиз; em russo: Термез; em persa: ترمذ; ترمذ; em tajique: Тирмиз; em grego clássico: Θέρμις; romaniz.: Tármita ou Thármis) é uma cidade no extremo sudeste do Usbequistão, situada na província de Surcã Dária (Surxondaryo), da qual é capital. Situa-se na margem direita (norte) do rio Amu Dária, que ali faz fronteira com o Afeganistão, junto à foz do Surcã Dária. A cidade afegã de Hairatã, um dos postos fronteiriços mais importantes do Afeganistão, por onde entra a maior parte das importações do país, situa-se do outro lado do rio, ligeiramente para sudeste. A fronteira com o Tajiquistão fica menos de 60 km a leste de Termez. É a cidade mais quente do Usbequistão. Tem 50 km² de área e em 2020 tinha 179 572 habitantes.
A cidade fica 275 km por estrada a sudeste de Carxi, 370 km a sul de Samarcanda, 685 km a sul-sudoeste de Tasquente, 100 km a norte de Mazar-e Sharif (no Afeganistão) e 250 km a sudoeste de Duchambé (no Tajiquistão).

## Etimologia
O nome moderno da cidade provém do sogdiano tarmiδ, que por sua vez deriva do  iraniano antigo tara-maiθa, que significa "lugar de transição". Já na Antiguidade existia no local um ponto importante de cruzamento do rio Amu Dária.[carece de fontes?] Alguns autores ligam o nome da cidade ao grego thermos ("quente"), traçando as suas origens a Alexandre, o Grande. Outros sugerem que o topónimo deriva do sânscrito taramato, que significa "na margem do rio".

## História
Apesar de em abril de 2002 ter havido uma celebração oficial do 2500.º aniversário da cidade, desconhece-se quando foi fundada a antiga cidade de Termez, situada poucos quilómetros a oeste da cidade atual. A cidade era conhecida pelos persas aqueménidas no século VI a.C.[carece de fontes?] Em 329 a.C. Termez foi conquistada por Alexandre, o Grande, que construiu uma linha de fortificações ao longo das margens do rio Oxo (Amu Dária). A cidade desenvolveu-se como ponto de passagem do rio e durante o Reino Greco-Báctrio tornou-se um centro importante em termos económicos, culturais e religiosos e um local de encontro das civilazações mediterrânicas, persas, centro-asiáticas indianas e chinesas. Foi também um um importante centro budista e da arte gandaresa (greco-budista), que misturou influências indianas e helenísticas. Mais tarde, o rei greco-báctrio Demétrio I batizou-a Demetris. Durante o tempo em que pertenceu ao Império Cuchana, entre os séculos I a.C. e III d.C., chamou-se Ta-li-mi (ou Tu-mi ou Tami em chinês). Nos séculos V e VI pertenceu aos impérios Heftalita (hunos brancos) e Sassânida. No século VII houve uma dinastia local independente que foi vassala dos goturcos.[carece de fontes?]
Em 689 o general árabe Muça ibne Alcacim apoderou-se de Termez e autoproclamou-se rei. Foi deposto em 704 pelo califa omíada. Desde então, a cidade passou a estar muito mais ligada cultural e politicamente às regiões da Ásia Central a norte e noroeste do que ao Afeganistão e outras regiões a sul e sudeste e tornou-se num centro islâmico importante, nomeadamente durante o Império Samânida (séculos IX e X). Os académicos islâmicos Aláqueme Atirmidi (al-Hakim al-Tirmidhi, do século VIII ou IX) e Maomé ibne Issa Atirmidi (824–892) eram naturais de Termez e o  mausoléu do primeiro é um dos principais monumentos da cidade.[carece de fontes?]
Entre os séculos IX e XII Termez foi uma grande cidade e um centro de cultura e artesanato, com muito comércio, que pertenceu aos impérios Gúrida, Gasnévida, Seljúcida e Caracânida. Nessa época as muralhas e fortificações da cidade tinham 16 km de perímetro e nove portas. Em 1206 passou a fazer parte do Império Corásmio. Em 1220, depois de dois dias de cerco,[carece de fontes?] a cidade foi destruída pelas tropas de Gêngis Cã. Os mongóis fizeram um censo da população e todas pessoas, crianças incluídas, foram executadas. A antiga Termez nunca recuperaria desta destruição.
Na segunda metade do século XIII foi construída uma nova cidade a leste da antiga, na margem direita do rio Surcã Dária.[carece de fontes?] No século seguinte prosperou e passou a fazer parte do Império Timúrida. Tamerlão mandou construir várias pontes de barcas no Amu Dária, autorizando que o seu uso fosse taxado, o que ajudou a que o comércio se desenvolvesse. Nessa época os sabões e perfumes de Termez tornaram-se bens muito apreciados. O viajante marroquino ibne Batuta visitou Termez no segundo quartel do século XIV e relatou que a cidade tinha «belos edifícios e bazares, era atravessada por canais e tinha muitos jardins e hortas». Na sequência da queda da Dinastia Timúrida, a cidade passou para o domínio dos xaibânidas do Canato de Bucara. Na segunda metade do século XVIII a cidade foi abandonada e as únicas localidades que ficaram habitadas foram as aldeias de Salavate e Pataqueçar (Pataguissar), situadas nos arredores da cidade antiga.[carece de fontes?]
Em janeiro de 1893, o Emirado de Bucara, que em 1873 se tinha tornado um protetorado do Império Russo, deu o território da aldeia de Pataqueçar ao governo russo para que lá fosse construída uma fortaleza, fortificações fronteiriças[carece de fontes?] e uma base naval no rio Amu Dária. A partir de 1894 Termez passou a ser principalmente uma cidade guarnição na extremidade sul da fronteira do Império Russo — uma função que de certa forma se manteve pelo menos até à Guerra do Afeganistão (1979-1989) — onde navios militares vigiavam constantemente o rio.
Em 1928, quando a região, como todo o antigo Turquestão Russo, já pertencia à União Soviética, Pataqueçar foi rebatizada com o nome da antiga cidade, Termez e no ano seguinte ganhou o estatuto de cidade. Durante o período soviético, foram construídas várias fábricas, um Instituto Pedagógico e um teatro. Durante a Guerra do Afeganistão foram construídas em Termez uma base militar, uma base aérea e uma ponte rodoviária e ferroviária sobre o Amu Dária (a Ponte da Amizade Afeganistão-Usbequistão), que tiveram uma enorme importância, nomeadamente no abastecimento das tropas soviéticas, pois a ponte é a única ligação fronteiriça entre o Usbequistão e o Afeganistão e a ponte sobre o Amu Dária mais próxima fica 120 km a oeste, na fronteira Afeganistão-Turquemenistão. Termez foi um dos dois locais por onde entraram no Afeganistão as primeiras tropas terrestres soviéticas.[carece de fontes?]
Em 1992, após a independência do Usbequistão, o Instituto Pedagógico foi transformado na Universidade Estatal de Termez. A base áerea de Termez é usada pela Força Aérea Alemã no abastecimento de bens para o Afeganistão. Em julho de 2009 foi decidido criar o "Entroncamento Ferroviário Regional de Termez", que deveria ser uma dos principais pontos de trânsito de abastecimento de matérias não letais ao Afeganistão pela OTAN.[carece de fontes?] Em 2015, o primeiro-ministro do Paquistão Nawaz Sharif anunciou a construção da Autoestrada Gwadar-Termez, que ligará o Usbequistão ao mar da Arábia no porto de Gwadar, no Paquistão.

## Clima
O clima de Termez é do tipo desértico frio (classificação de Köppen: BWk), com verões longos muito quentes e invertos curtos e frios.[carece de fontes?]
| Dados climatológicos para Termez (1981–2010; recordes: 1936-2019)                                                                                                  | Dados climatológicos para Termez (1981–2010; recordes: 1936-2019) | Dados climatológicos para Termez (1981–2010; recordes: 1936-2019) | Dados climatológicos para Termez (1981–2010; recordes: 1936-2019) | Dados climatológicos para Termez (1981–2010; recordes: 1936-2019) | Dados climatológicos para Termez (1981–2010; recordes: 1936-2019) | Dados climatológicos para Termez (1981–2010; recordes: 1936-2019) | Dados climatológicos para Termez (1981–2010; recordes: 1936-2019) | Dados climatológicos para Termez (1981–2010; recordes: 1936-2019) | Dados climatológicos para Termez (1981–2010; recordes: 1936-2019) | Dados climatológicos para Termez (1981–2010; recordes: 1936-2019) | Dados climatológicos para Termez (1981–2010; recordes: 1936-2019) | Dados climatológicos para Termez (1981–2010; recordes: 1936-2019) | Dados climatológicos para Termez (1981–2010; recordes: 1936-2019) |
| Mês | Jan                                                               | Fev                                                               | Mar                                                               | Abr                                                               | Mai                                                               | Jun                                                               | Jul                                                               | Ago                                                               | Set                                                               | Out                                                               | Nov                                                               | Dez                                                               | Ano                                                               |
| --- | ----------------------------------------------------------------- | ----------------------------------------------------------------- | ----------------------------------------------------------------- | ----------------------------------------------------------------- | ----------------------------------------------------------------- | ----------------------------------------------------------------- | ----------------------------------------------------------------- | ----------------------------------------------------------------- | ----------------------------------------------------------------- | ----------------------------------------------------------------- | ----------------------------------------------------------------- | ----------------------------------------------------------------- | ----------------------------------------------------------------- |
| Temperatura máxima recorde (°C) | 23,9                                                              | 30,1                                                              | 37,3                                                              | 38,7                                                              | 43,6                                                              | 46,5                                                              | 47,0                                                              | 46,3                                                              | 41,5                                                              | 37,5                                                              | 33,5                                                              | 26,7                                                              | 47,0                                                              |
| Temperatura máxima média (°C) | 10,4                                                              | 13,2                                                              | 18,9                                                              | 26,6                                                              | 32,8                                                              | 38,0                                                              | 39,7                                                              | 38,0                                                              | 32,8                                                              | 25,8                                                              | 18,8                                                              | 12,1                                                              | 25,6                                                              |
| Temperatura média (°C) | 4,2                                                               | 6,7                                                               | 12,1                                                              | 18,9                                                              | 24,6                                                              | 29,1                                                              | 30,5                                                              | 28,4                                                              | 22,9                                                              | 16,5                                                              | 10,8                                                              | 5,7                                                               | 17,5                                                              |
| Temperatura mínima média (°C) | 0,3                                                               | 1,6                                                               | 6,5                                                               | 12,1                                                              | 16,5                                                              | 19,9                                                              | 21,5                                                              | 19,4                                                              | 14,1                                                              | 8,8                                                               | 4,8                                                               | 1,0                                                               | 10,5                                                              |
| Temperatura mínima recorde (°C) | −23,9                                                             | −21,7                                                             | −7,9                                                              | −2,0                                                              | −0,1                                                              | 11,4                                                              | 12,9                                                              | 9,3                                                               | 4,6                                                               | −4,2                                                              | −11,0                                                             | −18,4                                                             | −21,7                                                             |
| Precipitação (mm) | 24,3                                                              | 23,7                                                              | 36,4                                                              | 23,5                                                              | 9,5                                                               | 1,5                                                               | 0,2                                                               | 0,0                                                               | 0,5                                                               | 3,2                                                               | 11,1                                                              | 20,5                                                              | 154,4                                                             |
| Dias com precipitação | 10                                                                | 11                                                                | 11                                                                | 8                                                                 | 5                                                                 | 1                                                                 | 1                                                                 | 0                                                                 | 1                                                                 | 3                                                                 | 6                                                                 | 9                                                                 | 66                                                                |
| Dias com neve | 4                                                                 | 3                                                                 | 1                                                                 | 0,03                                                              | 0,1                                                               | 0                                                                 | 0                                                                 | 0                                                                 | 0,03                                                              | 0,1                                                               | 1                                                                 | 3                                                                 | 12                                                                |
| Humidade relativa (%) | 77                                                                | 71                                                                | 66                                                                | 57                                                                | 45                                                                | 36                                                                | 36                                                                | 38                                                                | 45                                                                | 53                                                                | 65                                                                | 76                                                                | 55                                                                |
| Insolação (h) | 139,5                                                             | 144,1                                                             | 189,1                                                             | 246,0                                                             | 334,8                                                             | 375,0                                                             | 384,4                                                             | 362,7                                                             | 315,0                                                             | 257,3                                                             | 195,0                                                             | 139,5                                                             | 3 082,4                                                           |
| Fontes: Centro do Serviço Hidrometeorológico da República do Uzbequistão (Uzhydromet); www.pogodaiklimat.ru; Deutscher Wetterdienst (Serviço Meteorológico Alemão) |                                                                   |                                                                   |                                                                   |                                                                   |                                                                   |                                                                   |                                                                   |                                                                   |                                                                   |                                                                   |                                                                   |                                                                   |                                                                   |